# 當麻山背
當麻山背（?—?），當麻氏，是日本舍人親王的夫人，生下淳仁天皇。她的父亲是上總守從五位上當麻老。
舍人親王娶當麻山背，生二男。舍人親王次男三原王（?-752）、七男大炊王（淳仁天皇，733-765）。淳仁天皇受禪之日，當麻山背由正五位上授正三位。天平宝字3年（759年）6月16日，淳仁天皇尊称母亲当麻山背为大夫人。當麻山背后事不詳。